# ورخیفتسفه
ورخیفتسفه (به روسی: Верхівцеве) شهری است در استان دنیپروپتروفسک که در کشور اوکراین واقع شده‌است. جمعیت این شهر ۹٬۹۴۸ نفر است.